# Stalinov muzej, Gori
Muzej Josifa Stalina je muzej v mestu Gori v Gruziji, posvečen življenju Josifa Stalina, ki je bil generalni sekretar Komunistične partije Sovjetske zveze od 3. aprila 1922 - 16. oktobra 1952 in predsednik Sveta ministrov Sovjetske zveze od 6. maja 1941 - 5. marca 1953., in se je rodil v Goriju. Muzej ohranja svoje sovjetske značilnosti.

## Organizacija
Muzej ima tri oddelke, vsi so na osrednjem trgu v mestu. Uradno je bil posvečen Stalinu leta 1957. S propadom Sovjetske zveze in neodvisnim gibanjem Gruzije je bil muzej leta 1989 zaprt, vendar je bil ponovno odprt in je priljubljena turistična zanimivost.

### Stalinova hiša
V grško-italijanskem paviljonu je majhna lesena koča, v kateri se je leta 1878 rodil Stalin in preživel prva štiri leta. Mala koča ima v pritličju dve sobi. Stalinov oče Visarion Džugašvili, lokalni čevljar, je najel eno sobo na levi strani stavbe in v kleti vzdrževal delavnico. Najemodajalec je živel v drugi sobi. Koča predstavlja del originalne vrste podobnih bivališč, ostale so bile porušene.

### Stalinov muzej
Glavni korpus kompleksa je velika palača v stalinističnem neogotskem slogu, ki so je začeli graditi leta 1951 navidezno kot muzej zgodovine socializma, vendar je bila očitno namenjena spominu na Stalina, ki je umrl leta 1953. Razstavni predmeti so razdeljeni na šest dvoran v približno kronološkem zaporedju in vsebujejo veliko predmetov, ki so bili dejansko ali domnevno v lasti Stalina, vključno z nekaj pisarniškega pohištva, njegovimi osebnimi predmeti in darili, ki so mu jih z leti darovali. Veliko je ilustracij tudi v obliki dokumentacije, fotografij, slik in časopisnih člankov. Razstava se zaključi z eno od dvanajstih kopij Stalinove maske, posnete kmalu po njegovi smrti.

### Stalinov železniški vagon
Na eni strani muzeja je Stalinov osebni železniški vagon. Zelen vagon Pullman, ki je oklepljen in tehta 83 ton, je Stalin uporabljal od leta 1941 naprej, vključno z njegovimi udeležbami na konferenci na Jalti in na Teheranski konferenci. V muzej so ga poslali, ko so ga leta 1985 našli na železniškem dvorišču v Rostovu na Donu.

## Predvidena reorganizacija
Po  rusko-gruzijski vojni v Južni Osetiji leta 2008, je 24. septembra 2008 gruzijski kulturni minister Nikoloz Vačeišvili napovedal, da bo Stalinov muzej v bližnji prihodnosti preurejen v Muzej ruske agresije . Skupščina občine Gori je 20. decembra 2012 glasovala za odpravo načrtov o spremembi vsebine muzeja. 
V zadnjih letih je bil na vhodu postavljen transparent, v katerem piše: »Ta muzej je ponarejanje zgodovine. Je značilen primer sovjetske propagande in poskuša legitimirati najbolj krvav režim v zgodovini« . Vendar pa je bil leta 2017 transparent odstranjen. 